# Фрідріхське рококо

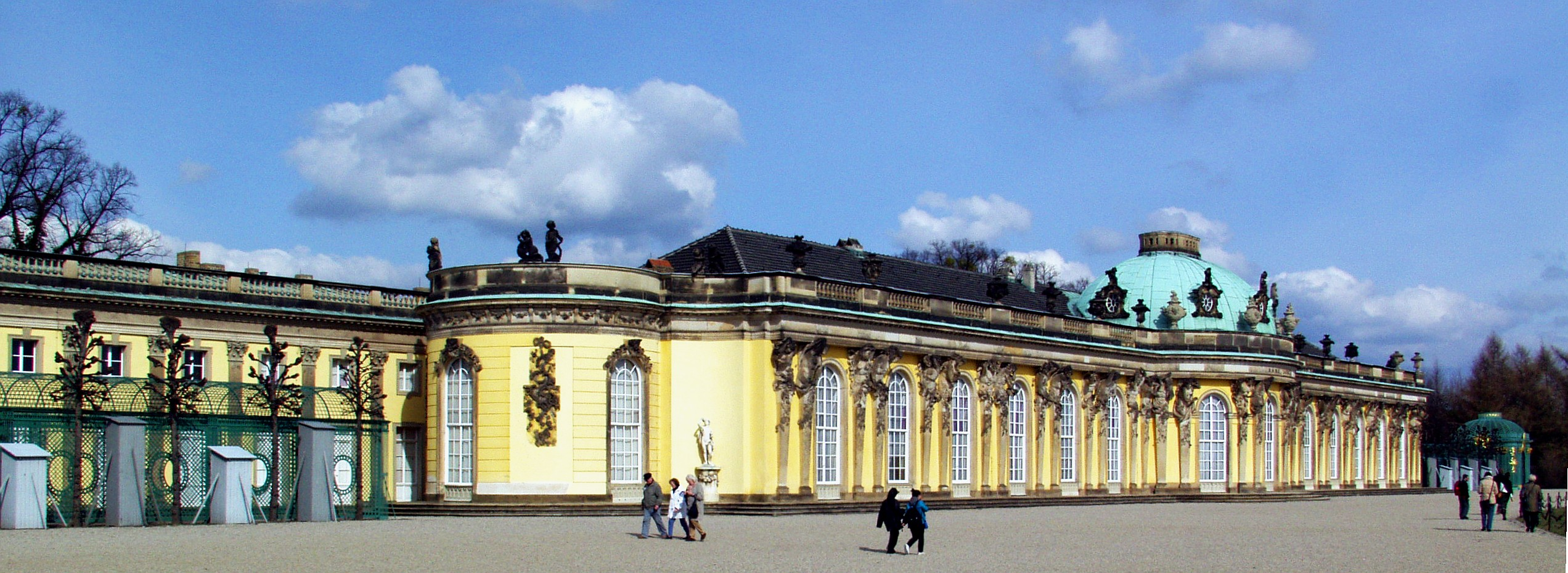
Палац Сансусі

Фрідріхське рококо (нім. Friderizianisches Rokoko) - історико-регіональний художній стиль, різновид рококо, що виник в Пруссії у часи правління  Фрідріха II і увібрав у себе вплив  Франції та  Нідерландів.
Найвідомішим представником став архітектор Георг Венцеслаус фон Кнобельсдорф, який працював під безпосереднім керівництвом Фрідріха II.
У живописі відносять творчість Антуана Пена.
Найвідомішими спорудами є Палац Сансусі (разом з китайським чайним будиночком у парку цього палацу), Рейнсберзький палац, Потсдамський міський палац і частково палац Шарлоттенбург.